# Welsh International 1997
Die Welsh International 1997 im Badminton fanden vom 4. bis zum 7. Dezember 1997 in Cardiff statt. Auf der IBF-Turnierskala erreichte es die Wertung A.

## Medaillengewinner
| Disziplin    | Gold                        | Silber                       | Bronze                                |
| ------------ | --------------------------- | ---------------------------- | ------------------------------------- |
| Herreneinzel | Dicky Palyama               | Ruud Kuijten                 | Stanislav Pukhov                      |
| Herreneinzel | Dicky Palyama               | Ruud Kuijten                 | Mike Beres                            |
| Dameneinzel  | Brenda Beenhakker           | Judith Meulendijks           | Carolien Glebbeek                     |
| Dameneinzel  | Brenda Beenhakker           | Judith Meulendijks           | Kelly Morgan                          |
| Herrendoppel | James Anderson Ian Sullivan | Dennis Lens Quinten van Dalm | Nathan Robertson Neil Waterman        |
| Herrendoppel | James Anderson Ian Sullivan | Dennis Lens Quinten van Dalm | Artur Khachaturyan Sergey Melnikov    |
| Damendoppel  | Ella Miles Sara Sankey      | Lorraine Cole Joanne Wright  | Gail Emms Rebecca Pantaney            |
| Damendoppel  | Ella Miles Sara Sankey      | Lorraine Cole Joanne Wright  | Felicity Gallup Joanne Muggeridge     |
| Mixed        | James Anderson Sara Sankey  | Ian Sullivan Gail Emms       | Norbert van Barneveld Lotte Jonathans |
| Mixed        | James Anderson Sara Sankey  | Ian Sullivan Gail Emms       | Quinten van Dalm Nicole van Hooren    |